# Risc financiar
Riscul financiar reprezintă orice tip de risc asociat cu finanțarea, inclusiv tranzacții financiare care implică împrumuturi ale companiilor aflate în risc de neplată. Acesta este înțeles des că include doar riscul negativ, adică potențialul de pierdere financiară și incertitudinea privind amploarea acesteia.
Teoria modernă a portofoliului este disciplina care se ocupă cu gestionarea riscurilor de piață și riscurilor financiare. Aceasta a fost inițiată de Harry Markowitz în 1952 prin teza sa intitulată „Portfolio Selection” (Selecția Portofoliului). În cadrul acestei teorii, varianța (sau abaterea standard) a unui portofoliu este utilizată pentru a defini riscul.

## Tipuri de risc financiar
Conform studiului realizat de Bender și Panz (2021), riscurile financiare pot fi clasificate în cinci categorii principale. În studiul lor, aceștia au identificat 193 de tipuri distincte de riscuri financiare și le-au grupat în următoarele categorii:
1. Risc de piață
2. Risc de lichiditate
3. Risc de credit
4. Risc de afaceri
5. Risc de investiții[6]

### Subtipuri
Risc de credit
- Risc de decontare
- Risc de concentrare
- Risc suveran
- Risc de neplată

Risc de piață
- Risc de rată a dobânzii
- Risc de inflație
- Risc valutar
- Risc de capitaluri proprii
- Risc pe mărfuri
- Risc de volatilitate
- Risc sistemic

Risc de lichiditate
- Risc de refinanțare
- Risc de depozit
- Risc de marjă

Risc de investiții
- Risc de model
- Risc de execuție
- Risc de evaluare

Risc de afaceri
- Risc reputațional
- Risc operațional
- Risc de țară
- Risc politic
- Risc juridic
- Hazard moral

Risc de profit
Risc non-financiar
- Active blocate

## Diversificare
Diversificarea ajută la reducerea riscului financiar prin investiții în mai multe tipuri de active, astfel încât pierderile dintr-un domeniu să fie compensate de câștigurile din altul.
De exemplu, o creștere a prețului petrolului poate ajuta o companie producătoare de petrol, dar poate afecta o companie aeriană care folosește mult combustibil. Alegând active cu corelații reduse, riscurile totale ale portofoliului pot fi diminuate.
Diversificarea include investiții nu doar în acțiuni, ci și în obligațiuni sau alte active, pentru a reduce variațiile mari de performanță. Totuși, diversificarea implică costuri, precum monitorizarea și reechilibrarea portofoliului. Corelațiile dintre active pot varia, iar o diversificare completă nu garantează protecție în toate condițiile de piață.

## Acoperire
Hedgingul este o metodă de protecție împotriva riscurilor financiare prin utilizarea unor instrumente care compensează pierderile potențiale. Hedgingul are un cost asociat, cum ar fi prima pentru opțiuni, dar poate limita pierderile în condiții de piață nefavorabile.
De exemplu, dacă investești într-o acțiune, poți cumpăra o opțiune de vânzare, ceea ce asigură posibilitatea de a vinde acțiunea la un preț stabilit, reducând riscul de scădere a valorii portofoliului.
Principalele instrumente financiare derivate sunt:
- Contract Forward: Două părți stabilesc să cumpere sau să vândă un activ la un preț fix în viitor.
- Contract Futures: Similar, dar standardizat pentru tranzacții pe piețe reglementate.
- Contract de Opțiune: Oferă dreptul, dar nu obligația, de a cumpăra sau vinde un activ la un preț fix până la o anumită dată.